# Austral Líneas Aéreas

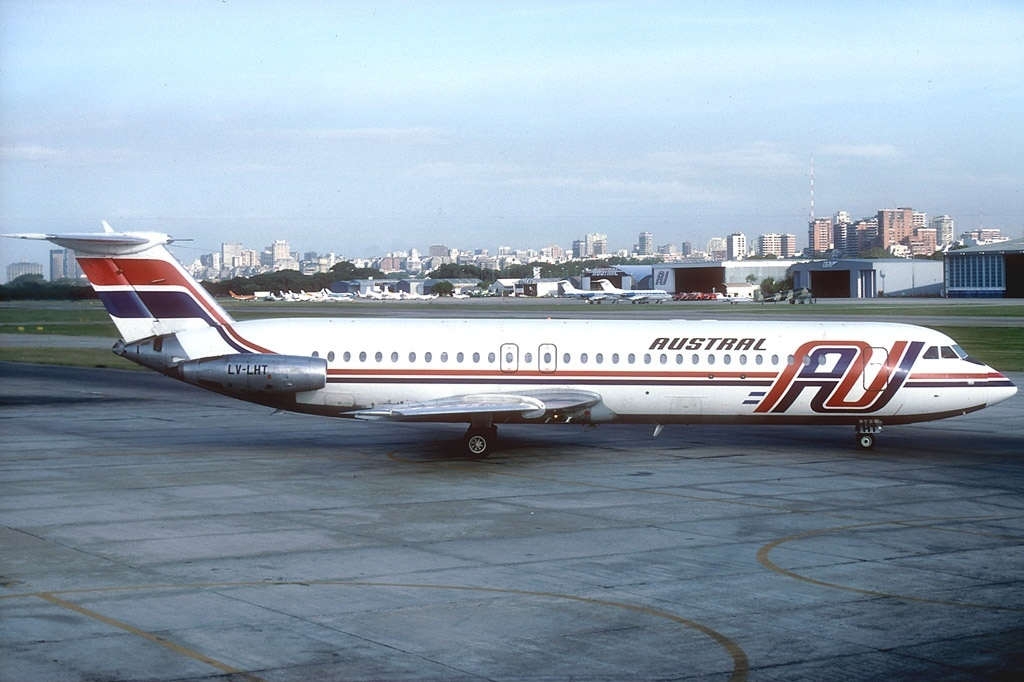
BAC 1-11-500 der Austral, 1992

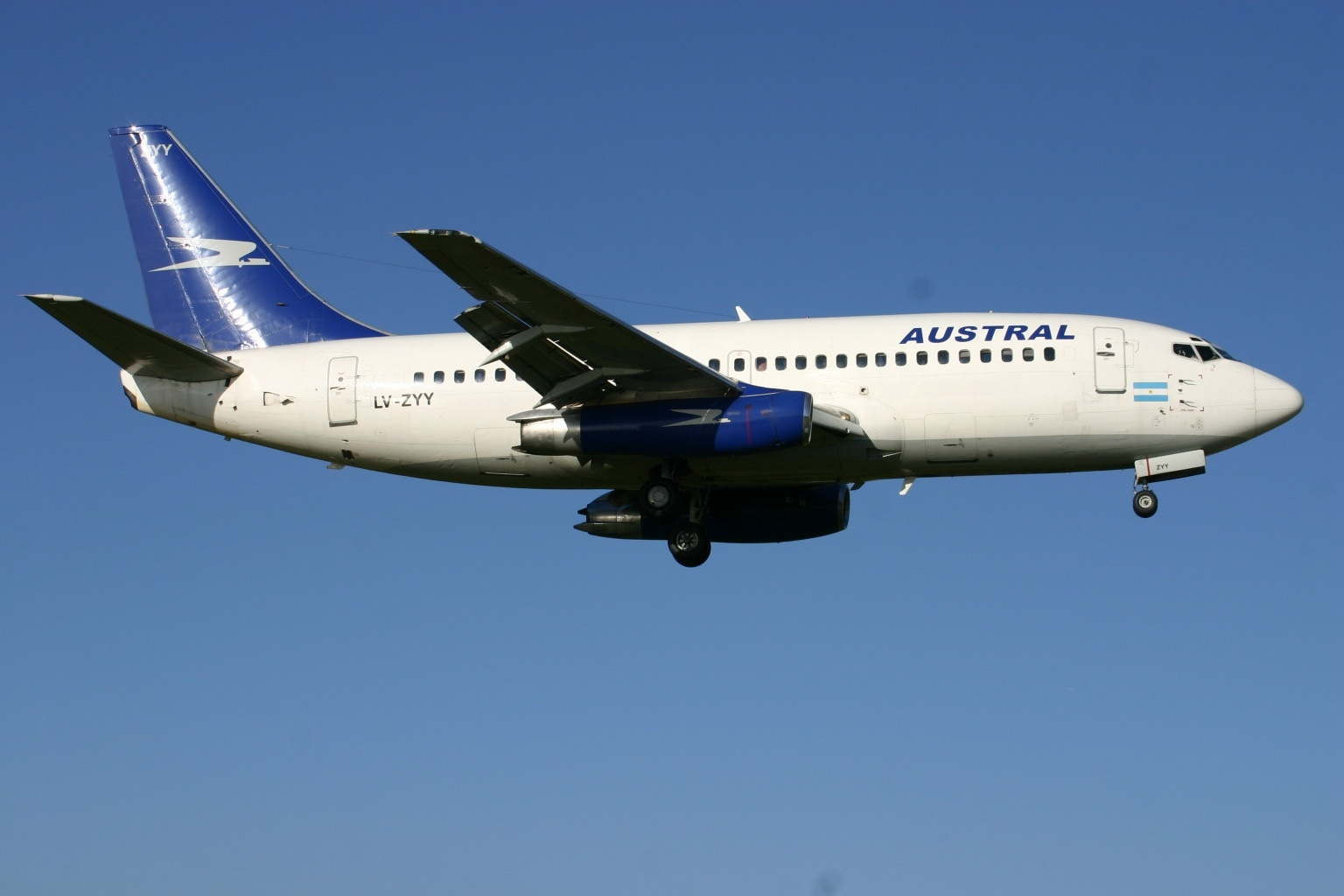
Boeing 737-200 der Austral, 2012

Austral Líneas Aéreas war eine argentinische Regionalfluggesellschaft mit Sitz in Buenos Aires und Basis auf dem Flughafen Buenos Aires-Jorge Newbery. Sie war ein Tochterunternehmen von Aerolíneas Argentinas.

## Geschichte
Austral Líneas Aéreas wurde am 14. Dezember 1955 unter dem Namen Aerovias Monder gegründet und nahm den Flugbetrieb mit Curtiss C-46 auf. 
Ebenfalls 1955 wurde Aerotransportes Litoral Argentino (ALA) in Rosario gegründet und nahm den Betrieb mit kleinen zweimotorigen Aero Commander auf. Im Jahr 1958 wurde die Flotte um sechs Douglas DC-3 erweitert 
Am 23. Juni 1957 wurde der Name in Austral Compania Argentina de Transportes Aereos geändert und eingetragen. Im selben Jahr wurden auch Charterflüge nach Miami aufgenommen. Linienflüge innerhalb Argentiniens entlang der Küste Patagoniens bis nach Rio Gallegos begannen im Januar 1958.
Ab den Jahren 1968 und 1969 wurde die Flotte durch mehrere NAMC YS-11 und 15 BAC 1-11 ergänzt.
Am 26. März 1971 wurden Austral und Aerotransportes Litoral Argentino (ALA) zu Austral Lineas Aereas S.A. zusammengeschlossen. 
Mitte der 1990er-Jahre wurde Austral Líneas Aéreas zusammen mit Aerolíneas Argentinas von der spanischen Iberia größtenteils übernommen, Iberia verkaufte die Austral Líneas Aéreas jedoch wieder kurze Zeit später. Ab 2008 befanden sich beide wieder in Staatsbesitz. Im März 2012 musterte Austral als drittletzte Airline weltweit ihre letzte McDonnell Douglas DC-9-81 aus, die verbliebenen DC-9-83 folgten im April 2012.
Im September 2013 erhielt Austral ihre 21. Embraer 190 und gleichzeitig die erste Maschine der Gesellschaft in einer SkyTeam-Sonderbemalung.
Im Mai 2020 wurde bekannt, dass Austral Líneas Aéreas mit der Fluggesellschaft Aerolíneas Argentinas, bis Ende 2020 fusionieren wird. Sie sind bereits Teil der gleichen Gruppe.
Zum 30. November 2020 wurde die Marke Austral eingestellt.

## Flugziele
Austral Líneas Aéreas bedient größtenteils Verbindungen innerhalb Argentiniens, führt aber auch internationale Flüge aus.

## Flotte

### Flotte bei Betriebseinstellung
Mit Stand November 2020 bestand die Flotte der Austral Líneas Aéreas aus 26 Flugzeugen, davon 18 vorübergehend stillgelegt, mit einem Durchschnittsalter von 9,3 Jahren:

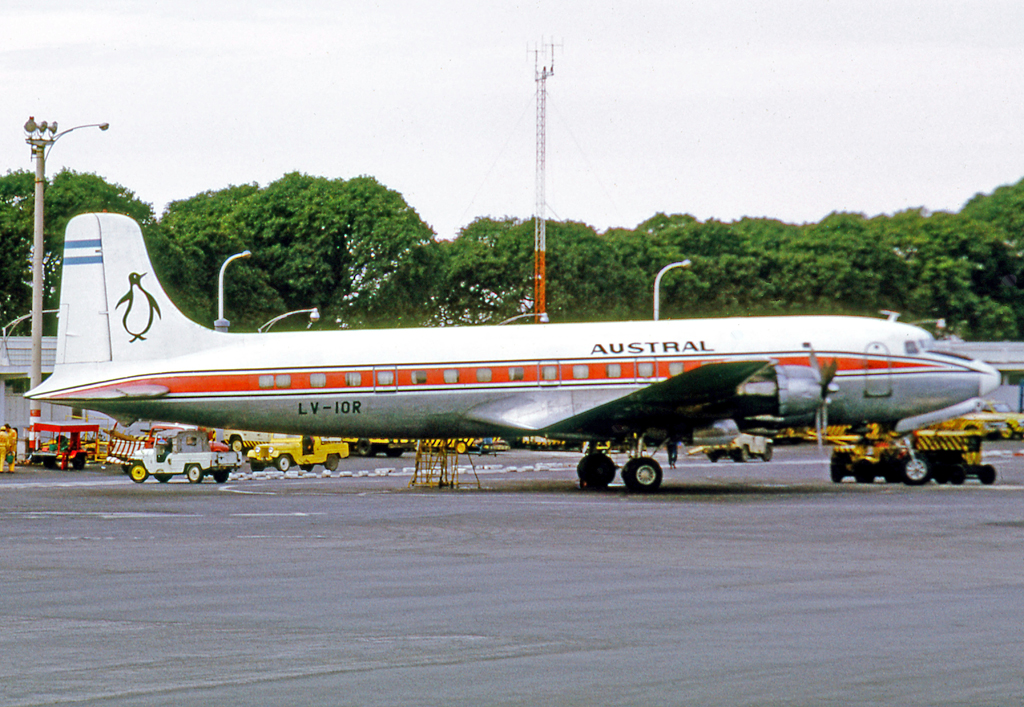
Douglas DC-6 der Austral, 1972

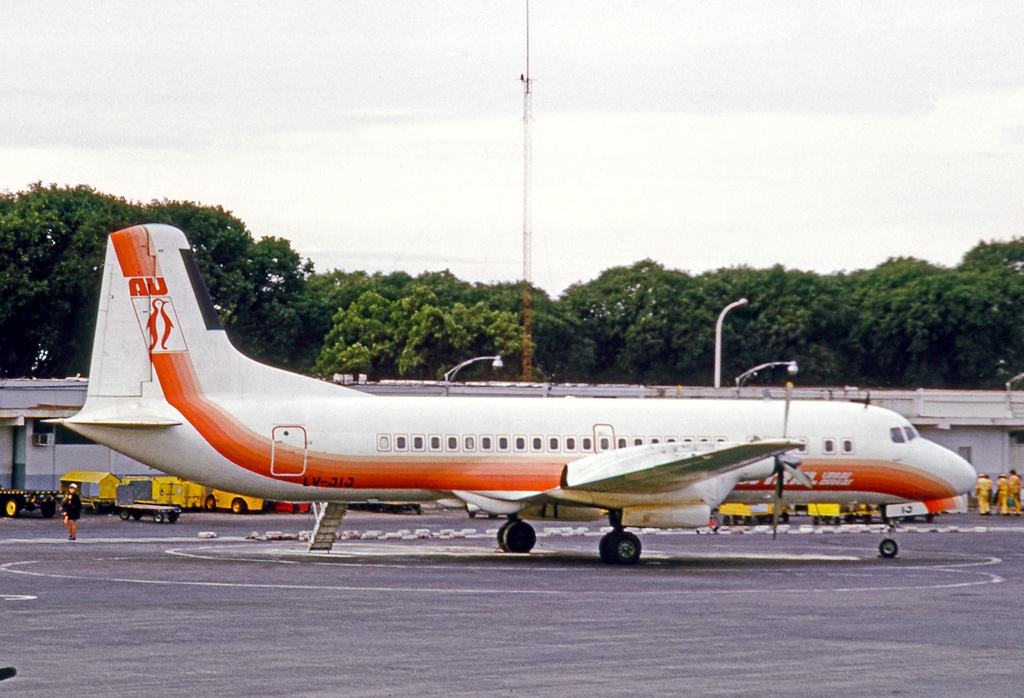
NAMC YS-11 der Austral, 1972

| Flugzeugtyp | Anzahl | bestellt | Anmerkungen | Sitzplätze |
| ----------- | ------ | -------- | ----------- | ---------- |
| Embraer 190 | 26     | –        |             | 96         |
| Gesamt      | 26     | -        |             |            |

### Zuvor eingesetzte Flugzeuge
Zuvor betrieben Austral und Aerotransportes Litoral Argentino (ALA) auch folgende Flugzeugtypen:
- BAC 1-11
- Boeing 737-200
- Boeing 737-500
- CASA CN-235
- Curtiss C-46
- Douglas DC-3
- Douglas DC-4
- Douglas DC-6
- Douglas DC-9-31, 32
- Douglas DC-9-51
- McDonnell Douglas DC-9-81
- McDonnell Douglas DC-9-83
- NAMC YS-11

## Zwischenfälle
Von 1955 bis zum Zusammenschluss mit Austral 1971 kam es bei Aerotransportes Litoral Argentino zu einem Totalschaden an Flugzeugen. Dabei kamen 30 Menschen ums Leben.
Von 1957 bis zur Betriebseinstellung im November 2020 kam es bei Austral zu 7 Totalschäden von Flugzeugen. Bei 5 davon kamen 224 Menschen ums Leben. Auszüge:
- Am 16. Januar 1959 flog eine Curtiss C-46A (Luftfahrzeugkennzeichen LV-GED) beim Durchstarten vom Flughafen Mar del Plata ins Meer. Dabei überlebte von den 52 Insassen nur ein Passagier.[13]

- Am 9. Januar 1964 brach in einer Douglas DC-3/C-47B-5-DK der Aerotransportes Litoral Argentino (LV-FYJ) während des Fluges von Rosario nach Buenos Aires ein Brand in der Kabine aus. Die Piloten versuchten, auf dem kleinen Flugplatz von Zárate (Argentinien) eine Notlandung durchzuführen. Sie erreichten den Flugplatz jedoch nicht und mussten 9 Kilometer davor in einem Feld notlanden. Dabei brach das Flugzeug auseinander und ein Feuer brach aus. Von den 31 Insassen kamen 30 ums Leben, drei Besatzungsmitglieder und 27 Passagiere.[14]

- Am 17. Dezember 1969 fiel an einer Curtiss C-46A-45-CU Commando der Austral Líneas Aéreas (LV-GEB) in 90 Meter Höhe beim Start vom Flughafen Buenos Aires–Jorge Newbery (Argentinien) das Triebwerk Nr. 1 (links) aus, da die Tankwahlschaltung falsch vorgenommen worden war. Da die Höhe nicht gehalten werden konnte, musste eine Notlandung auf einem kleinen Sportplatz vorgenommen werden. Dabei wurde das Flugzeug irreparabel beschädigt. Beide Piloten, die einzigen Insassen auf dem Frachtflug, überlebten den Unfall.[15]

- Am 21. November 1977 wurde eine BAC 1-11-420-EL auf einem Flug der Austral Líneas Aéreas (LV-JGY) im Landeanflug auf den Flughafen Bariloche 21 Kilometer östlich des Ziels ins Gelände geflogen. Die Maschine kam vom Flughafen Buenos Aires-Jorge Newbery, zusammen mit zwei weiteren BAC 1-11 der Austral. Auf den Charterflügen sollte eine große Gruppe von Touristen befördert werden, überwiegend frisch getraute Hochzeitspaare. Bei einer Art Rennen schob sich die LV-JGY vor die anderen, indem die Piloten beim Fliegen einer Abkürzung in einen Hügel flogen. Bei diesem CFIT (Controlled flight into terrain) wurden von den 79 Passagieren und Besatzungsmitgliedern 46 getötet; bei diesem zweitschwersten Unfall einer BAC 1-11 überlebten nur 33 Passagiere.[16][17]

- Am 7. Mai 1981 stürzte eine BAC 1-11-529FR der Austral Líneas Aéreas (LV-LOX) im Landeanflug auf den Flughafen Buenos Aires-Jorge Newbery in den Río de la Plata, wobei keine der 31 Personen an Bord den Unfall überlebte. In der Nähe eines heftigen Gewitters hatten die Piloten die Kontrolle über das Flugzeug verloren.[18]

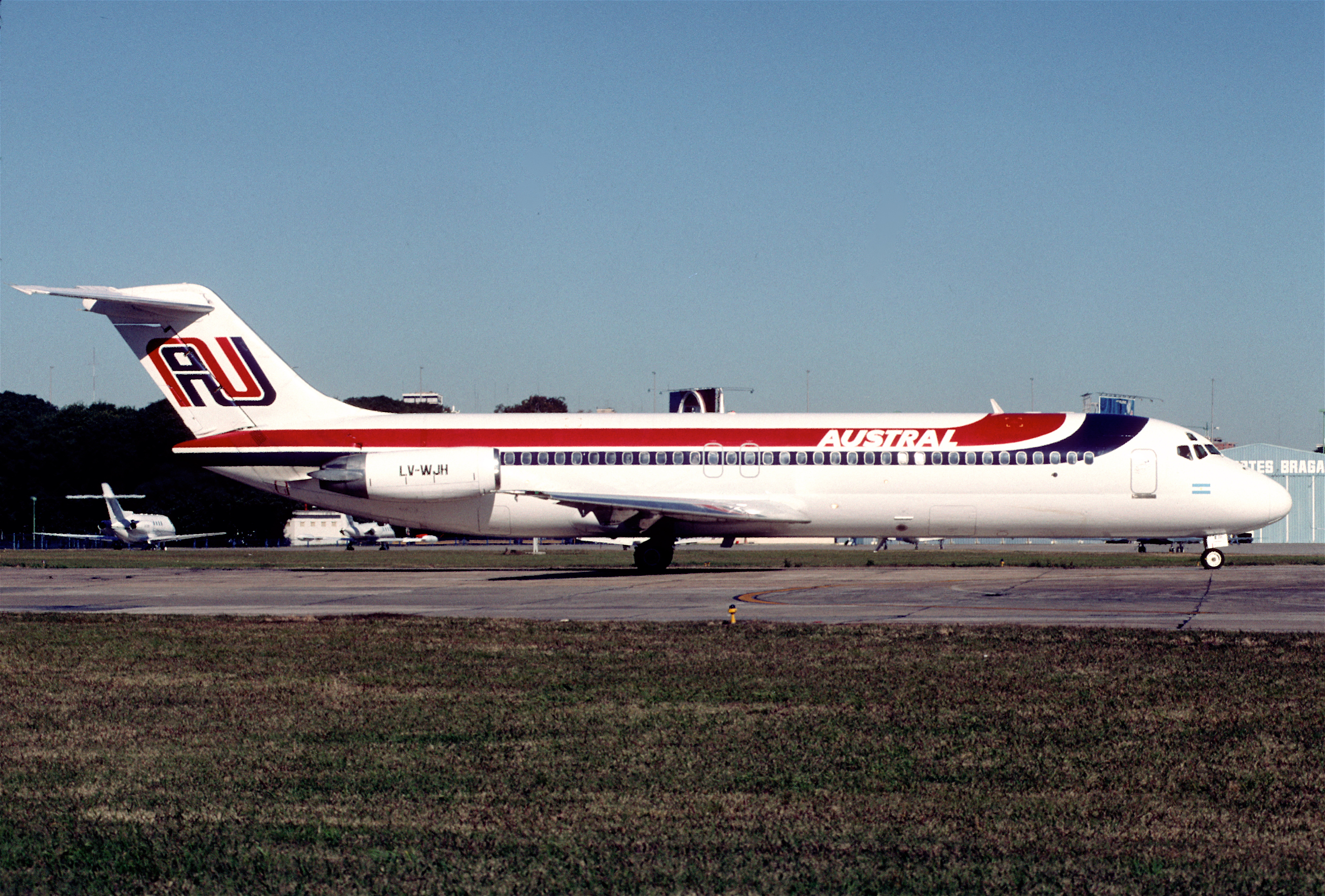
Douglas DC-9-30 der Austral, baugleich mit der 1997 verunglückten

- Am 12. Juni 1988 stürzte eine McDonnell Douglas DC-9-81 (MD-81) der Austral Líneas Aéreas (N1003G) beim Landeanflug auf den Flughafen Posadas ab. Das Flugzeug kollidierte bei schlechter Sicht mit Eukalyptusbäumen und schlug drei Kilometer vor dem Flughafen auf dem Boden auf. Alle 22 Insassen starben.[19]

- Am 10. Oktober 1997 kam es nahe Nuevo Berlin, Uruguay zum Absturz einer Douglas DC-9 der Austral Líneas Aéreas auf dem Weg von Posadas, Argentinien nach Buenos Aires nach Vereisung eines Pitotrohrs (Geschwindigkeitsmessers). Alle 74 Menschen an Bord starben (siehe auch Austral-Líneas-Aéreas-Flug 2553).[20]